# PepT1
PepT1, dall'inglese Peptide transporter 1, anche conosciuto come SLC15A1 (solute carrier family 15 member 1), è una proteina di trasporto che nell'uomo è codificata dal gene SLC15A1 sul cromosoma 13. È presente a livello renale e intestinale per il riassorbimento degli oligopeptidi in antiporto con i protoni, funzionando quindi come un cotrasportatore.

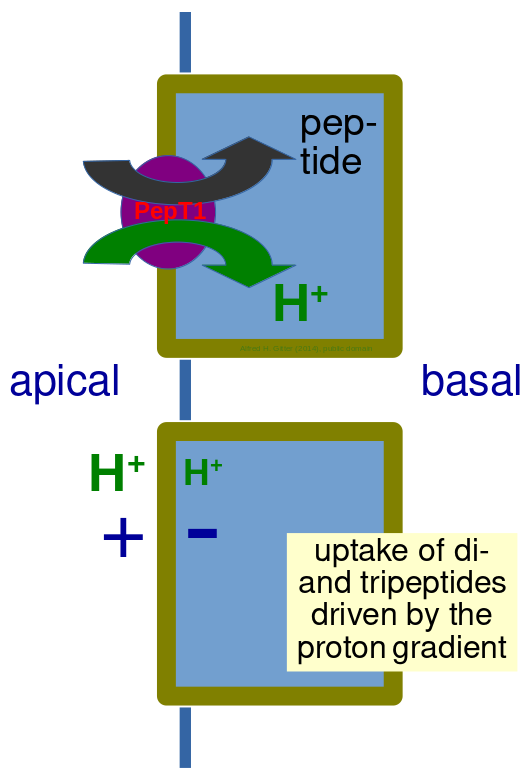
PepT 1 è un cotrasportatore, molto rappresentato sugli enterociti, che sfrutta il gradiente protonico per l'assorbimento di oligopeptidi.

## Funzione
PepT1 è localizzato sull'orletto a spazzola dell'epitelio intestinale e media l'assorbimento di oligopeptidi (in particolare di- e tri-peptidi) dal lume agli enterociti. Questo cotrasportatore svolge un ruolo importante nell'assorbimento e digestione delle proteine introdotte con la dieta. Permette anche l'assorbimento di alcuni farmaci (come i peptidomimetici).